# پیمان لوکارنو

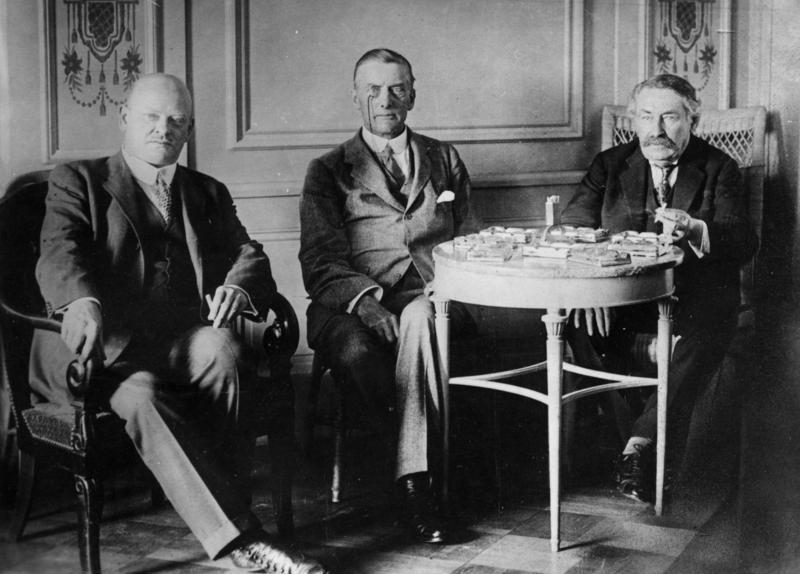

پیمان لوکارنو (به انگلیسی: Locarno Treaties) نام مجموعه‌ای از عهدنامه‌ها بود که پس از جنگ جهانی اول میان متفقین و آلمان در تاریخ ۳ دسامبر ۱۹۲۵ در لندن به امضا رسید. به موجب این پیمان آلمان به خانواده دولت‌های اروپایی پیوست و مرزهای غربی خود با فرانسه و بلژیک را به رسمیت شناخت و از اراضی خود که به لهستان داده شده بود صرفنظر کرد. در ماده دوم قرارداد ذکر شده بود که اگر آلمان به منطقه غیرنظامی حمله کند باید به طور یکپارچه در برابرش ایستاد.
فرانسه نیز که سعی کرده بود به بهانه به تعویق افتادن پرداخت غرامات جنگی آلمان مندرج در قرارداد ورسای، منطقه رنانی را به خاک خود ملحق سازد، این منطقه را طبق پیمان تخلیه کرد.

این پیمان پیرو مذاکراتی بود که بین دولت‌های آلمان، فرانسه، انگلستان، ایتالیا، بلژیک و هلند در کنار دریاچه لوکارنو در کشور سوئیس در اکتبر ۱۹۲۵ صورت گرفته بود. به دنبال امضای این قراردادها رابطه بین فرانسه و آلمان به شکل قابل‌ملاحظه‌ای بهبود یافت و آلمان در ۱۹۲۶ به جامعه ملل پیوست.